# Selección femenina de baloncesto de Rusia
La Selección femenina de baloncesto de Rusia es un equipo formado por jugadoras de nacionalidad rusa que representa a Rusia en las competiciones internacionales organizadas por la Federación Internacional de Baloncesto (FIBA) o el Comité Olímpico Internacional (COI): los Juegos Olímpicos y Campeonato mundial de baloncesto especialmente. La primera competición en la que participó fue el Eurobasket de 1993, y es la selección que más éxito ha cosechado de todas las integrantes de Selección femenina de baloncesto de la Unión Soviética.

## Resultados

### Juegos Olímpicos
| Baloncesto en los Juegos Olímpicos | Baloncesto en los Juegos Olímpicos | Baloncesto en los Juegos Olímpicos | Baloncesto en los Juegos Olímpicos | Baloncesto en los Juegos Olímpicos | Baloncesto en los Juegos Olímpicos |
| ---------------------------------- | ---------------------------------- | ---------------------------------- | ---------------------------------- | ---------------------------------- | ---------------------------------- |
| 1976–1992:                         | ver URSS                           | Atlanta 1996:                      | 5º                                 | Sídney 2000:                       | 6º                                 |
| Atenas 2004:                       | Medalla de bronce                  | Pekín 2008:                        | Medalla de bronce                  | Londres 2012:                      | 4º                                 |
| Río 2016:                          | No clasificó                       | Tokio 2020:                        | No clasificó                       | París 2024:                        | Excluida                           |

### Mundiales
| Copa Mundial de Baloncesto Femenino | Copa Mundial de Baloncesto Femenino | Copa Mundial de Baloncesto Femenino | Copa Mundial de Baloncesto Femenino | Copa Mundial de Baloncesto Femenino | Copa Mundial de Baloncesto Femenino |
| ----------------------------------- | ----------------------------------- | ----------------------------------- | ----------------------------------- | ----------------------------------- | ----------------------------------- |
| 1953-1990:                          | ver URSS                            | 1994:                               | No clasificó                        | 1998:                               | Medalla de plata                    |
| 2002:                               | Medalla de plata                    | 2006:                               | Medalla de plata                    | 2010:                               | 7º                                  |
| 2014:                               | No clasificó                        | 2018:                               | No clasificó                        | 2022:                               | Expulsada                           |
| 2026:                               | Excluida                            |                                     |                                     |                                     |                                     |

### Eurobasket
| Campeonato Europeo de Baloncesto Femenino | Campeonato Europeo de Baloncesto Femenino | Campeonato Europeo de Baloncesto Femenino | Campeonato Europeo de Baloncesto Femenino | Campeonato Europeo de Baloncesto Femenino | Campeonato Europeo de Baloncesto Femenino |
| ----------------------------------------- | ----------------------------------------- | ----------------------------------------- | ----------------------------------------- | ----------------------------------------- | ----------------------------------------- |
| 1938–1991:                                | ver URSS                                  | 1993:                                     | 7º                                        | 1995:                                     | Medalla de bronce                         |
| 1997:                                     | 6º                                        | 1999:                                     | Medalla de bronce                         | 2001:                                     | Medalla de plata                          |
| 2003:                                     | Medalla de oro                            | 2005:                                     | Medalla de plata                          | 2007:                                     | Medalla de oro                            |
| 2009:                                     | Medalla de plata                          | 2011:                                     | Medalla de oro                            | 2013:                                     | 13º                                       |
| 2015:                                     | 6º                                        | 2017:                                     | 9º                                        | 2019:                                     | 8º                                        |
| 2021:                                     | 6º                                        | 2023:                                     | Excluida                                  | 2025:                                     | Excluida                                  |
| 2027:                                     |                                           |                                           |                                           |                                           |                                           |

## Plantillas medallistas

### Mundiales
- Mundial 1998:

Elena Pšikova, Evgenija Nikonova, Irina Rutkovskaja, Nadežda Marilova, Elena Baranova, Elena Minaeva, Elena Chudašova, Marija Stepanova, Svetlana Abrosimova, Julija Skopa, Natalia Zassoulskaya, Svetlana Zabolueva. Seleccionador: Evgenij Gomel'skij
- Mundial 2002:

Vera Šnjukova, Oksana Rachmatulina, Ol'ga Artešina, Anna Archipova, Elena Baranova, Julija Skopa, Ilona Korstin, Irina Osipova, Marija Kalmjkova, Oksana Zakaljužnaja, Tat'jana Šč'egoleva, Diana Gustilina. Seleccionador:  Vadim Kapranov.
- Mundial 2006:

Ol'ga Artešina, Oksana Rachmatulina, Natal'ja Vodop'janova, Ekaterina Demagina, Svetlana Abrosimova, Tat'jana Šč'egoleva, Ilona Korstin, Marija Stepanova, Marina Karpunina, Elena Karpova, Irina Osipova, Ekaterina Lisina. Seleccionador: Igor' Grudin
- Mundial 2010:

Ol'ga Artešina, Natal'ja Žedik, Elena Daniločkina, Marina Kuzina, Becky Hammon, Natal'ja Vieru, Ilona Korstin, Marija Stepanova, Irina Osipova, Irina Sokolovskaja, Svetlana Abrosimova, Tat'jana Vidmer. Seleccionador: Boris Sokolovskij.

### Juegos Olímpicos
- Juegos Olímpicos de Atlanta 1996:

Evgenija Nikonova, Ljudmila Konovalova, Irina Rutkovskaja, Marija Stepanova, Elena Baranova, Natal'ja Svinuchova, Svetlana Kuznecova, Irina Sumnikova, Jelen Šakirova, Elena Pšikova, Svetlana Zabolueva. Seleccionador:  Evgenij Gomel'skij
- Juegos Olímpicos de Sídney 2000:

Evgenija Nikonova, Elena Pšikova, Irina Rutkovskaja, Ol'ga Artešina, Svetlana Abrosimova, Julija Skopa, Elena Chudašova, Marija Stepanova, Irina Sumnikova, Jelen Šakirova, Natalia Zasúlskaya, Anna Archipova. Seleccionador: Evgenij Gomel'skij
- Juegos Olímpicos de Atenas 2004:

Ol'ga Artešina, Oksana Rachmatulina, Natal'ja Vodop'janova, Diana Gustilina, Elena Baranova, Tat'jana Šč'egoleva, Ilona Korstin, Marija Stepanova, Marija Kalmjkova, Elena Karpova, Irina Osipova, Anna Archipova. Seleccionador: Vadim Kapranov.
- Juegos Olímpicos de Pekín 2008:

Marina Kuzina, Oksana Rachmatulina, Natal'ja Vodop'janova, Becky Hammon, Marina Karpunina, Tat'jana Šč'egoleva, Ilona Korstin, Marija Stepanova, Ekaterina Lisina, Irina Sokolovskaja, Svetlana Abrosimova, Irina Osipova. Seleccionador: Igor' Grudin.
- Juegos Olímpicos de Londres 2012:

Ol'ga Artešina, Evgenija Beljakova, Natal'ja Vodop'janova, Marina Kuzina, Elena Daniločkina, Becky Hammon, Ilona Korstin, Natal'ja Vieru, Irina Osipova, Anna Petrakova, Natal'ja Žedik, Nadežda Grišaeva. Seleccionador:  Boris Sokolovskij.

### Eurobaskets
- Europeo de 1993:

Elena Baranova, Svetlana Kuznecova, Nadežda Marilova, Ekaterina Kardakova, Marina Burmistrova, Natal'ja Čerkačeva, Elena Pšikova, Ol'ga Michajlova, Ol'ga Šunejkina, Jelen Šakirova, Svetlana Zabolueva, Natal'ja Chodakova. Seleccionador:  Evgenij Gomel'skij.
- Europeo de 1995:

Evgenija Nikonova, Aleksandra Latyševa, Irina Rutkovskaja, Nadežda Marilova, Elena Baranova, Natal'ja Svinuchova, Žanna Keller, Elena Mozgovaja, Irina Sumnikova, Jelen Šakirova, Tat'jana Larina, Marina Burmistrova. Seleccionador:  Evgenij Gomel'skij
- Europeo de 1997:

Svetlana Abrosimova, Natal'ja Gavrilova, Irina Rutkovskaja, Nadežda Marilova, Elena Baranova, Ljudmila Furceva, Anna Archipova, Marija Stepanova, Ljudmila Konovalova, Marina Burmistrova, Elena Pšikova, Svetlana Zabolueva. Seleccionador:  Evgenij Gomel'skij
- Europeo de 1999:

Evgenija Nikonova, Marija Kalmjkova, Irina Rutkovskaja, Svetlana Abrosimova, Elena Baranova, Julija Skopa, Elena Chudašova, Marija Stepanova, Irina Sumnikova, Jelen Šakirova, Natalia Zassoulskaya, Svetlana Zabolueva. Seleccionador: Evgenij Gomel'skij
- Europeo de 2001:

Evgenija Nikonova, Oksana Rachmatulina, Ol'ga Artešina, Anna Archipova, Elena Baranova, Julija Skopa, Elena Chudašova, Marija Stepanova, Marija Kalmjkova, Elena Karpova, Irina Osipova, Ilona Korstin. Seleccionador: Vadim Kapranov.
- Europeo de 2003:

Ol'ga Artešina, Oksana Rachmatulina, Ol'ga Firsova, Diana Gustilina, Elena Baranova, Julija Skopa, Ilona Korstin, Marija Stepanova, Marija Kalmjkova, Tat'jana Šč'egoleva, Irina Osipova, Anna Archipova. Seleccionador: Vadim Kapranov.
- Europeo de 2005:

Ol'ga Artešina, Oksana Rachmatulina, Svetlana Abrosimova, Ol'ga Firsova, Marina Karpunina, Tat'jana Šč'egoleva, Ilona Korstin, Marija Stepanova, Irina Sokolovskaja, Jelen Šakirova, Marina Kuzina, Elena Karpova. Seleccionador:  Igor' Grudin.
- Europeo de 2007:

Ol'ga Artešina, Oksana Rachmatulina, Natal'ja Vodop'janova, Ekaterina Demagina, Marina Karpunina, Tat'jana Šč'egoleva, Ilona Korstin, Marija Stepanova, Irina Sokolovskaja, Ekaterina Lisina, Svetlana Abrosimova, Irina Osipova. Seleccionador: Igor' Grudin.
- Europeo de 2009:

Ol'ga Artešina, Becky Hammon, Marina Kuzina, Elena Volkova, Marina Karpunina, Tat'jana Šč'egoleva, Ilona Korstin, Marija Stepanova, Ekaterina Lisina, Tat'jana Popova, Svetlana Abrosimova, Irina Osipova. Seleccionador: Valeri Tijonenko.
- Europeo de 2011:

Ol'ga Artešina, Evgenija Beljakova, Tat'jana Popova, Marina Kuzina, Elena Daniločkina, Natal'ja Mjasoedova, Ilona Korstin, Marija Stepanova, Irina Osipova, Ljudmila Sapova, Svetlana Abrosimova,  Tat'jana Vidmer. Seleccionador:  Boris Sokolovskij.